# Клед
Клед (фр. Clèdes) насеље је и општина у југозападној Француској у региону Аквитанија, у департману Ланд која припада префектури Мон де Марсан.
По подацима из 2011. године у општини је живело 118 становника, а густина насељености је износила 17,25 становника/km². Општина се простире на површини од 6,84 km². Налази се на средњој надморској висини од 164 метара (максималној 185 m, а минималној 91 m).

## Демографија
| 1962. | 1968. | 1975. | 1982. | 1990. | 1999. | 2011. |
| ----- | ----- | ----- | ----- | ----- | ----- | ----- |
| 177   | 182   | 147   | 144   | 133   | 128   | 118   |

График промене броја становника у току последњих година